# Navire à double-action

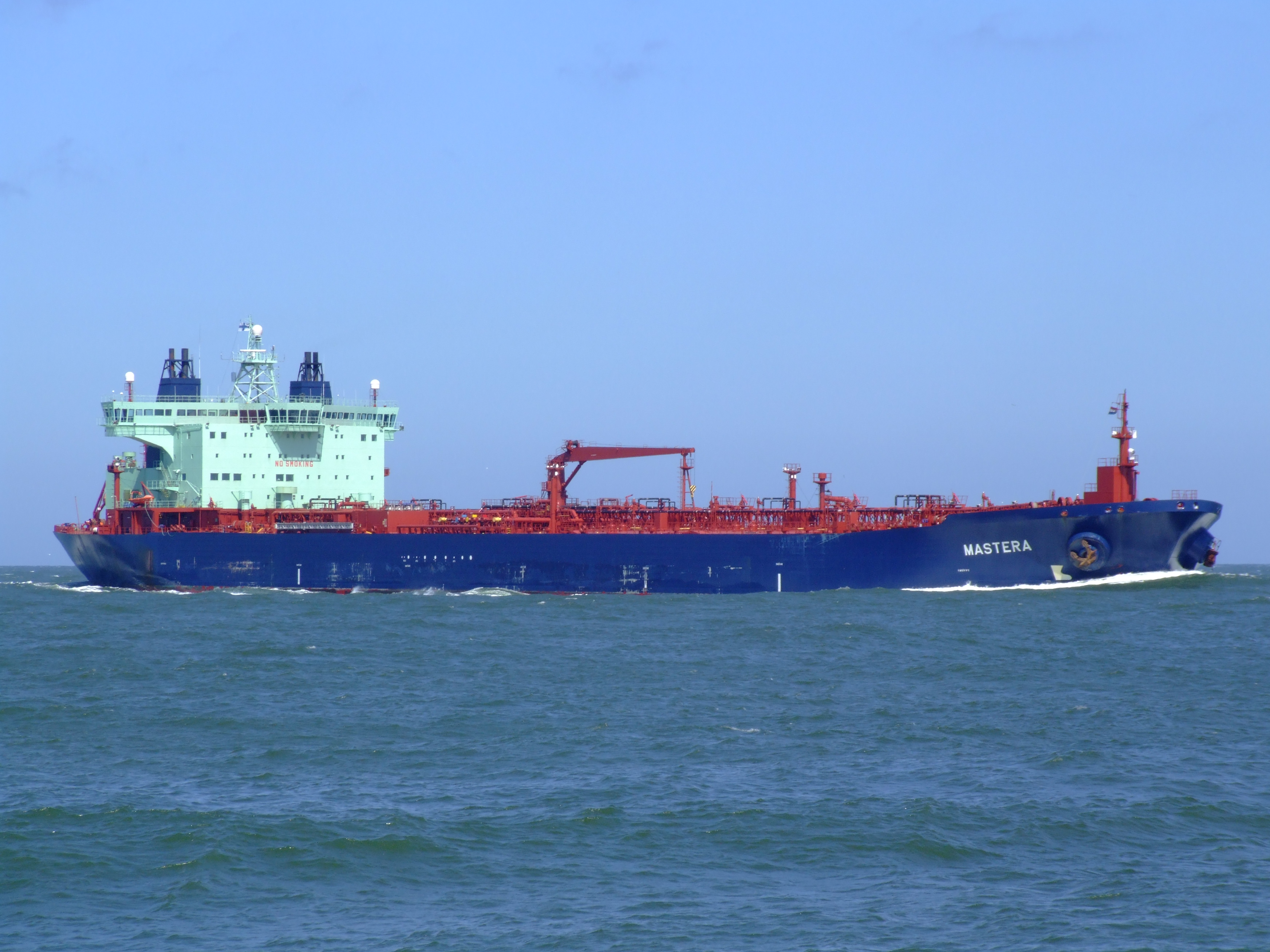
Mastera, un des premiers pétroliers à double-action.

Un navire à double action est un type de navire conçu pour opérer en marche avant en eaux-libres et en marche arrière dans la glace. Ainsi, le navire peut naviguer de façon autonome dans des conditions de glace difficiles mais également rivaliser avec la performance des navires traditionnels quand il navigue en eaux-libres.
Au début des années 1990, le centre de recherche Masa-Yards Arctic (maintenant Aker Arctic) a développé ce concept pour le transport de pétrole entre la Russie arctique et l'Europe qui vit le jour avec le premier pétrolier à double-action, le Tempera, mis à l'eau en 2002,. Le concept du navire à double-action a été breveté par Kvaerner Masa Yards Oy en 1992.

## L'histoire
Au début des années 1990, les études conduites par Kvaerner Masa-Yards ont montré qu'en ce qui concerne le transport de pétrole entre la Russie Arctique et l'Europe, l'efficacité du navire en eaux-libres est un facteur aussi important que sa capacité à fonctionner dans la glace. En effet, 90 % du trajet effectué se fait dans des eaux libres de glace. Il a également été démontré qu'un transport direct était une option plus économique qu'un transbordement (c'est-à-dire d'utiliser des bateaux différents pour les différentes parties du voyage) ou encore que d'utiliser des navires traditionnels assistés par un brise-glace.
Bien que des navires à cargaison brise-glaces aient été construits par le passé, leur forme de coque était toujours un compromis entre la navigation en eaux-libres et dans la glace. Une proue conçue pour briser la glace est formée de telle manière à ce que la glace fléchisse sous le poids du navire. Cette forme de proue aura une performance plus faible en eaux libres et aura bien plus tendance à taper dans les vagues dans des conditions météorologiques difficiles. De plus, la présence d'un bulbe d'étrave, permettant de casser la vague d'étrave en eaux libres, augmente considérablement la résistance de la glace et est par conséquent inappropriée pour un brise-glace,. En conséquence, le rendement total en eaux-libres des navires brise-glaces est 20 à 40 % plus faible que celui des navires traditionnels de taille similaire, principalement en raison de la forme de l'étrave.
À la fin des années 1800, certains capitaines habitués à naviguer dans la glace ont découvert qu'il était parfois plus facile de briser la glace en utilisant la poupe. Ceci s'explique par le fait que les hélices génèrent un débit d'eau qui réduit la friction entre la coque du navire et la glace et réduit ainsi la résistance de celle-ci. Cependant, comme les qualités manœuvrières d'un navire sont fortement réduites en marche arrière, ceci ne pouvait pas être considéré comme un mode de fonctionnement principal. Ces résultats ont abouti à l'adoption de propulseurs d'étrave sur les brise-glaces naviguant dans les Grands Lacs et la Mer Baltique, mais des conditions de glace plus difficiles risqueraient d'endommager les hélices. En outre, les propulseurs d'étrave ont une efficacité réduite et diminuent considérablement les capacités hydrodynamiques du navire, ce qui les rend moins intéressant pour les navires marchands,.

## Développement
Il faudra attendre le développement des pods propulseur-moteur pour que le principe du navire à double-action soit considéré sérieusement, ce dernier combinant les avantages d'une excellente manœuvrabilité et d'une unité motrice diesel-électrique (déjà largement utilisée par les brise-glaces). Initialement développé à la suite d'une corporation entre l'entreprise d'équipement électrique ABB Group et le constructeur naval Masa-Yards à la fin des années 1980, la nouvelle unité de propulsion est devenue connue sous le nom Azipod (porte-manteau pour « azimuth thruster podded propulsion unit ») qui est aujourd'hui une marque déposée du groupe ABB.
La supériorité de la propulsion azimutale, en particulier en marche arrière, a été prouvée lors de son installation sur le Seili, détenue par l'administration maritime finlandaise, en 1990. Après l'installation d'un pod, cette dernière pouvait naviguer dans une épaisseur de glace de 0,6 mètre en marche arrière, tout en restant assez facilement manœuvrable. Lorsque les navires-citernes Uikku et Lunni ont été convertis à la propulsion azimutale, respectivement en 1993 et 1994, le résultat était similaire : augmentation de la maniabilité et de la performance dans la glace. Même quand les navires n'étaient pas initialement conçus pour briser la glace par l'arrière, ces derniers étaient 40 % plus efficaces en marche arrière qu'en marche avant après avoir été équipés d'un pod,.
Des tests en bassin menés par le centre de recherche de Masa Yards en 1994 ont montré qu'un navire à double-action équipé d'un pod pourrait briser à travers des crêtes de glace en mouvement continu plutôt que par à-coups comme des brise-glaces traditionnels. Il exige également moins d'énergie que les conceptions traditionnelles, réduisant de 40-50 % la résistance de la glace grâce à l'effet lubrifiant de l'hélice, la forme plus ouverte de la proue et l'action de broyage des hélices. Il a aussi été prouvé qu'un brise-glace équipé d'un pod et procédant par l'arrière dans la banquise était plus performant qu'un brise-glace traditionnel quelle que soit la puissance de ses moteurs.